# José Paniagua Núñez
José Paniagua Núñez (Puno, 29 de octubre de 1929), más conocido como Jóspani, fue un poeta, escritor, periodista y literato peruano. Es conocido popularmente como El poeta de la calle, el cigarro y la ternura.

## Biografía
Es hijo de Ricardo Paniagua Rojas y Juana Núñez Sardón.  Se trata de un destacado poeta que ha publicado innumerables libros a lo largo de su vida.
En 1950, escribió la columna de opinión “Atisbando” diario Los Andes de Puno. En 1952, fundó con otros Poetas de la época La Sociedad Intelectual Chasqui. En 1980, conduce en radio La voz del Altiplano el programa radial "Facetas de actualidad" y por otro lado, escribe hasta el 2001 la columna de opinión “Troquel del tiempo” en el diario Los Andes de Puno.
Por su amplia experiencia, ha merecido la Medalla de la Cultura de la Universidad Nacional San Agustín de Arequipa, El Pez de Oro del Congreso de la República del Perú, la Medalla de Honor de la Unidad de Gestión Educativa Local Puno. Sus obras se caracterizan por haber alcanzado un pleno dominio de su propio estilo, de su lenguaje y técnica dentro de la poesía peruana. 

## Obras
Sus obras más destacadas entre libros, ensayos y poemas son: 
- Presencia de Lejanía (1962)
- Bohemiada (1962)
- El caminante (1996)
- Tríptico libertario
- Tránsito del amor (1996)
- Pequeña biografía para un gran maestro
- Fantasía del silencio (1996)
- La ternura del creyente (1996)
- Puno en la poesía peruana
- Poetas del cincuenta
- Febrero Lujuria (2007)
- Puerto Azul (2013)